# Баневич, Наполеон
Наполеон Баневич (пол. Napoleon Baniewicz, 4 января 1904, Ковно — 1979, Быдгощ, Куявско-Поморское воеводство) — польско-литовский невролог и психиатр. Он первым описал неврологический симптом, который сейчас известен в неврологии как симптом Баневича. Он был основателем неврологического отделения больницы в Быдгоще и стал местной знаменитостью.

## Ранние годы и образование
Наполеон Баневич родился в полонизированной и обедневшей литовской шляхетской семье и был старшим из четырёх детей Наполеона Баневича и его жены Марии Баневич (урождённой Марии Цитовичувны) в Ковно (ныне Каунас, Литва), тогда входившем в состав Российской империи. Его отец был администратором дворянского имения аристократического рода Тышкевичей. Наполеон вырос в католической и патриотической семье в то время, когда не было независимого польского государства.
Он учился в русской начальной школе и окончил польскую гимназию имени Адама Мицкевича в Ковно. В ранние годы своей взрослой жизни он трудился, чтобы накопить достаточно денег и поступить в Венский университет. Благодаря стипендии он изучал медицину. Среди его профессоров были Отто Пёцль, Эмиль Редлих, Эрвин Странски и Отто Марбург. С 1929 года он работал добровольцем в неврологическом отделении у врача Йозефа Шаффнера. Во время своего пребывания в Вене он часто встречался с соотечественниками-поляками и на таких встречах познакомился со своей будущей женой Валентиной Ляховичувной, которая происходила из богатой шляхетской семьи из Курляндии.
Защитив диссертацию по этиологии эпилепсии под руководством проф. Странского, Баневич получил докторскую степень 18 июля 1930 года и вскоре начал карьеру успешного невролога.

## Медицинская карьера (1935—1979)
После окончания учёбы он вернулся в Польшу и поселился в восточнопольском Вильно со своей семьёй. Там, в Университете Стефана Батория, он стал ассистентом врача на кафедре нервных и психических болезней, куда его пригласил наставник Станислав Владычко. Работая ассистентом врача, он исследовал воспаления нервной системы. В 1935 году он стал заведующим неврологическим отделением больницы ПКП в Вильно. С 1937 по 1939 год он также был главой больницы в Савиче, городе, также расположенном в Виленском воеводстве. Баневич стал очень влиятельной фигурой в неврологии, но его карьера была прервана началом Второй мировой войны и советским вторжением в восточную Польшу. Его город Вильно был оккупирован Красной армией, а затем вскоре аннексирован Литовской Республикой, до того как Литва была включена в состав СССР, а в 1941 году началось нападение Германии на СССР.
После войны Вильнюс вошёл в состав Советского Союза, поэтому Баневичу и его семье пришлось покинуть родной город. Наполеон Баневич поселился в поморском городе Быдгощ, где он возобновит свою медицинскую карьеру. Он основал кафедру неврологии в Быдгоще и стал её первым руководителем в 1945 году. В последующие годы он основал неврологические отделения во Влоцлавеке, Свеце, Иновроцлаве и Липно и вскоре стал местной знаменитостью.
Будучи председателем Быдгощского отделения Польского неврологического общества, он поддерживал контакты с некоторыми из самых известных неврологов Польши. Благодаря своим исследованиям, которые он представлял на конгрессах специалистов по неврологии и психиатрии, он вместе со своими учениками основал Быдгощскую школу. Среди прочего, он создал исследовательскую лабораторию, где для исследований использовались срезы мозга. Он также выступал за создание Медицинской академии в Быдгоще, из которой возник современный Медицинский факультет имени Людвика Рыдигера в Быдгоще, принадлежащий Университету Николая Коперника в Торуни.
Он также работал в Медицинской академии в Варшаве, где был назначен доцентом кафедры медицины. Однако он всё больше конфликтовал с коммунистическим руководством, которое хотело, чтобы он ушёл в отставку, в то время как его коллеги предпочли бы, чтобы он возглавил собственную независимую неврологическую клинику в Быдгоще. В конце концов Баневич перешёл в другую больницу в Быдгоще и перестал быть публичной фигурой.

## Личная жизнь
Он был членом Корпорации Жемайтия в Венском университете, которая состояла из литовско-польских студентов.
Баневич женился на Валентине Лахович из Кулдиги, Курляндия. У пары было трое детей: Ольгерд (1933—1986), который стал хирургом и путешественником по Африке, Витольд (1937—1998), который посвятил себя полонистике и журналистике и писал как поэт под псевдонимом Томаш Вартки, и Казимеж (1944—), который, как и его отец, стал психиатром и путешественником.
Жена Наполеона Баневича, Валентина, была ветераном Армии Крайовой, которая сопротивлялась оккупации Польши во время Второй мировой войны немецкими и советскими войсками. Она умерла в 2001 году.
Наполеон Баневич посвятил большую часть своей жизни медицине и работе. Последние пять лет жизни он боролся с миеломой, от которой умер в 1979 году в возрасте 75 лет.

## Память
Всего за свою жизнь он опубликовал 83 научных работы. В своей книге «Осевые рефлексы», опубликованной в 1964 году, он расширил свои многолетние исследования так называемых осевых рефлексов. По словам известного польского профессора Эуфемиуша Германа, Наполеон Баневич вписал своё имя в историю неврологии своей работой, которая имела огромное значение для будущего развития неврологии. Симптом, описанный Наполеоном Баневичем, сегодня известен как симптом Баневича.
Как основатель нескольких неврологических отделений, он внёс вклад в общее благо городов Быдгощ, Иновроцлав и других.

## Труды
- Die Achsenreflexe (Mittelflächenreflexe). In: European Neurology. 149, 2004, S. 49-59, doi:10.1159/000128802.
- A new sternal reflex in cases of severe cerebral damage. In: British medical journal. Band 2, Nummer 5268, Dezember 1961, S. 1675—1678, doi:10.1136/bmj.2.5268.1675, PMID 13864669, PMC 1970838 (бесплатный полный текст).